# Mahō Shōjo Magical Destroyers
Mahō Shōjo Magical Destroyers (魔法少女マジカルデストロイヤーズ Mahō Shōjo Majikarudesutoroiyāzu?), también conocida como Magical Destroyers en inglés, es una serie de televisión de anime original japonesa creada por Jun Inagawa y animada por Bibury Animation Studios.

## Argumento
Ambientada en un futuro distópico en el que la cultura otaku en Japón ha sido arrasada por una misteriosa organización conocida como «SSC», La resistencia, compuesta por Otaku Hero, y el trío de chicas mágicas  Anarchy, Blue y Pink, se alzan para proteger la pasión de todos ellos.

## Personajes
Héroe Otaku (オタクヒーロー Otaku Hīrō?)
 Seiyū: Makoto Furukawa
Anarchy (アナーキー Anākī?)
 Seiyū: Fairouz Ai
Blue (ブルー Burū?)
 Seiyū: Aimi
Pink (ピンク Pinku?)
 Seiyū: Tomoyo Kurosawa
Kyōtarō (狂太郎?)
 Seiyū: Tomori Kusunoki
Shobon
 Seiyū: Sōma Saitō
Slayer (スレイヤー Sureiyā?)
 Seiyū: Yū Serizawa
Nick (ニック Nikku?)
 Seiyū: Kazuyuki Okitsu
Old Leader (オールドリーダー Ōrudo Rīdā?)
 Seiyū: Tomokazu Sugita
Military Otaku (ミリオタ Miriota?)
 Seiyū: Junji Majima
Game Otaku (ゲーオタ Gēota?)
 Seiyū: Takehito Koyasu
Train Otaku (鉄オタ Tetsu Ota?)
 Seiyū: Shō Okumura
JSDF Otaku (自衛隊オタ Jieitai Ota?)
 Seiyū: Ikuto Kanemasa
Anime Otaku (アニオタ Aniota?)
 Seiyū: Tetsu Inada
Idol Otaku (ドルオタ Doruota?)
 Seiyū: Haruki Ishiya
Pro-Wrestling Otaku (プロレスオタ Puroresuota?)
 Seiyū: Shinya Takahashi
@Gō (＠号?)
 Seiyū: Kōki Uchiyama
Itasha Driver (痛車ドライバー Itasha Doraibā?)
 Seiyū: Nobuyuki Hiyama
Marcus (マーカス Mākasu?)
 Seiyū: Kenta Miyake
Chōgō-shi (調合師?)
 Seiyū: Shigeru Chiba
Adam (アダム Adamu?)
 Seiyū: Nobuhiko Okamoto
Eve (イブ Ibu?)
 Seiyū: Maki Kawase

## Producción y lanzamiento
La serie está creada por Jun Inagawa y animada por Bibury Animation Studios. Está dirigida por Hiroshi Ikehata, con Masao Kawase como asistente de dirección, Daishiro Tanimura escribiendo los guiones, Yuki Sawa diseñando los personajes y Gin Hashiba componiendo la música. La serie se estrenó el 8 de abril de 2023 en el bloque de programación Animeism de MBS y otros canales. El tema de apertura es «Magical Destroyer», interpretado por Aimi, mientras que el tema de cierre es «Gospelion in a classic love», interpretado por The 13th tailor. Crunchyroll obtuvo la licencia de la serie fuera de Asia.